# Nunataki Brusilova
Die Nunataki Brusilova (englische Transkription von russisch Нунатаки Брусилова Nunataki Brussilowa) sind eine Gruppe von Nunatakkern im ostantarktischen Mac-Robertson-Land. Sie ragen in den Prince Charles Mountains auf. 
Russische Wissenschaftler benannten sie. Der Namensgeber ist nicht benannt; es liegt jedoch nah, dass es sich um den russischen Polarforscher Georgi Brussilow (1884–1914) handelt, nach dem auch die Brussilow-Nunatakker im Enderbyland benannt sind.